# رافع بن الليث
 رافع بن الليث بن نصر بن سيار من النبلاء العرب من خراسان قاد ثورة واسعة النطاق ضد الخلافة العباسية بين الأعوام 806-809.

## حياته

### حكمه
كان رافع حفيد نصر بن سيار آخر حاكم أموي لخراسان، وأبوه الليث مولى أمير المؤمنين الذي أرسله الخليفة المنصور مبعوثاً إلى الحاكم التركي لمدينة فرغانة. وفقًا  للبلاذري، فقد خدم رافع كقائد حامية عسكرية في سمرقند.
قام الخليفة هارون الرشيد في العام 796 بتعيين  علي بن عيسى بن ماهان الذي كان عضوًا بارزًا في النخبة العباسية حاكما لخراسان، إلا أن قيامه باستغلال المقاطعة وتدابيره المالية القمعية سببت استياء  النخب المحلية واندلاع ثورات الخوارج، ولكن هارون الرشيد أبقاه في منصبه لأنه كان يرسل الكثير من الأموال إلى بغداد.

### تمرده
نتيجة لذلك، انتشرت الثورة التي شنها رافع في العام 806 في سمرقند عبر خراسان بسرعة ولاقت دعمًا بين السكان العرب والإيرانيين، كما حصل رافع أيضًا على مساندة أتراك الأوغوز وقارلوق.
نحّى هارون الرشيد علي من منصبه واستبدله بهرثمة بن أعين، وتوجه شخصيًا في العام 808 نحو الشرق من أجل حل الأمور هناك، ولكنه توفي في شهر آذار من العام 809 في مدينة طوس.

### العفو عنه
بعد وفاة هارون الرشيد، قام رافع بتسليم نفسه إلى ابنه المأمون حاكم خراسان الجديد وتم العفو عنه ولم يعرف عنه شيء بعد ذلك.